# Solkanský most
Solkanský most (slovinsky: Solkanski most, italsky: Ponte di Salcano) je železniční kamenný obloukový most přes řeku Soču nedaleko Nove Gorice ve Slovinsku.

## Historie
Železniční viadukt se nachází na železniční trati, která byla postavena k propojení hospodářské oblasti západního Rakouska, jižního Německa, Bavorska, Čech a Moravy s námořním přístavem Terst. Viadukt byl postaven na úseku Bohinjské dráhy (německy Wocheinbahn) v období 1904–1905 poblíž Gorice (tehdy v rámci Rakouska-Uherska), aby umožnil průjezd po železniční trati Jesenice-Terst přes řeku Soču, která byla otevřena v roce 1906 a byla součástí Transalpské železniční dráhy. Most navrhli architekt Rudolf Jaussner a inženýr Leopold Oerley. Dne 19. července 1906 byla slavnostně otevřena železnice z Jesenice do Gorice (po mostě jel rakouský následník trůnu František Ferdinand).
V srpnu 1916, během první světové války, rakouští vojáci most zničili (za použití 930 kg ekrasitu), když opouštěli Solkan, aby zabránili invazním vojskům v jeho použití. Po válce Italové nejprve postavili ocelovou konstrukci na místě, kde kdysi most stál, a v dubnu 1925 začali stavět nový most, který byl dokončen v roce 1927. Tento most byl velmi podobný tomu prvnímu, až na to, že měl pouze čtyři dílčí oblouky místo původních pěti.
Během druhé světové války utrpěl most jen minimální škody způsobené šesti útokům spojeneckého letectva. Dne 10. srpna 1944 bomby most nezasáhly, 15. března 1945 bomba, která most zasáhla, nevybuchla. Nebezpečné poškození opravili němečtí inženýři během několika dní a most byl nakonec v letech 1946–1954 obnoven.
Stavba Solkanského mostu prakticky ukončila tisícileté období výstavby velkých kamenných mostů, protože na obzoru byly první velké betonové mosty, které v roce 1910 dosáhly rozpětí 100 m. Solkanský most, vrcholné dílo rakouské mostní školy, byl zároveň posledním z generace velkých železničních mostů postavených na přelomu 19. a 20. století na železnicích Rakouska-Uherska.
V roce 1985 byl most zařazen mezi technické památky s památkovou ochranou.  Po osamostatnění Slovinska v roce 1991 byl převeden pod správu Slovinských železnic. Význam mostu poklesl po stavbě nového betonového silničního mostu v roce 1985. Přes most na úseku Transalpské - Bohinjské dráhy, která v roce 1906 spojovala Vídeň a střední Evropu s jadranskou částí rakousko-uherské monarchie, zejména s přístavem Terst, jezdí historické vlaky.

## Výstavba
Železniční trať vede z Jesenice přes údolí Bohinj s Bohinjským jezerem, 6 339 m dlouhým tunelem pod horou Kobla a 41 dalšími tunely a přes 19 mostů do Gorice. Nejdůležitější stavbou na této železnici je kamenný most v Solkanu přes řeku Soča.
Železniční viadukt pod vedením Leopolda Oerleye postavila vídeňská firma Brüder Redlich & Berger,pobřežní opěry byly postaveny gorickou firmou Sard & Lenassi. Celková délka mostu je 220 m. Od jihu jsou postaveny dva oblouky s rozpětím 10 m, následují tři oblouky s 12 m a centrální oblouk, který překlenuje řeku Soča. Centrální oblouk má rozpětí 85 m. Viadukt pokračuje dvanácti metrovým obloukem a dále dvěma 10 m oblouky.
Prvotní práce na základech odhalily nestabilní podloží na levém břehu řeky a tak byly základy posunuty o 14 m proti proudu řeky a centrální oblouk zvětšil své rozpětí z osmdesáti metrů na osmdesát pět metrů. Do základů bylo uloženo 102,3 t ocelových profilů různých rozměrů.

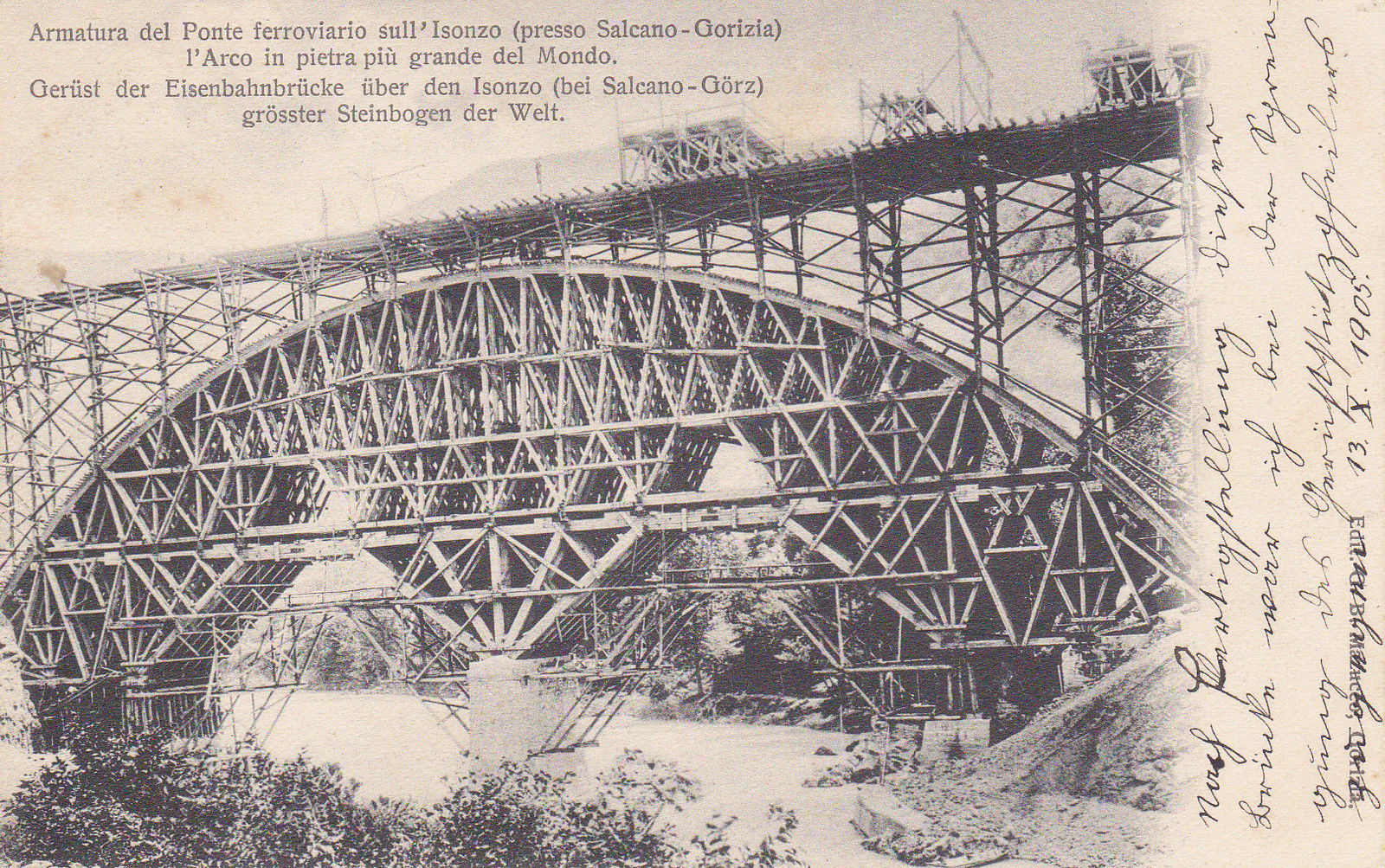
Solkanský most v roce 1905, stavba lešení a bednění

K výstavbě centrálního oblouku bylo nutné postavit velké dřevěné lešení na něž bylo spotřebováno 1160 m³ prvotřídního dřeva a do oblouku (bednění) 1835 m³. Nosné lešení bylo uprostřed podepřeno 18 m vysokým pilířem, který stál na základech devět metrů hlubokém uprostřed řeky. Z pilíře vyrůstalo lešení ve tvaru košatého stromu.
Na bednění bylo postupně uloženo 1960 m³ kvádrů mušlového vápence, který byl těžen v lomu Cava Romana v Nabrežině (Auresina). Opracované kvádry, které měly rozměry 0,2 m³ až 0,7 m³ a hmotnost od 800 kg do 2100 kg, byly uloženy za 18 pracovních dní, závěrečný kámen byl uložen 1. července 1905. Spojovacím materiálem byla cementová malta (portlandský cement ze Splitu) a praný písek z řeky Soča. Po pěti týdnech klidu bylo bednění odstraněno a oblouk poklesl jen o 6 mm. Centrální oblouk nesl po stranách pět odlehčujících oblouků, na nichž byla položeny koleje.

## První světová válka

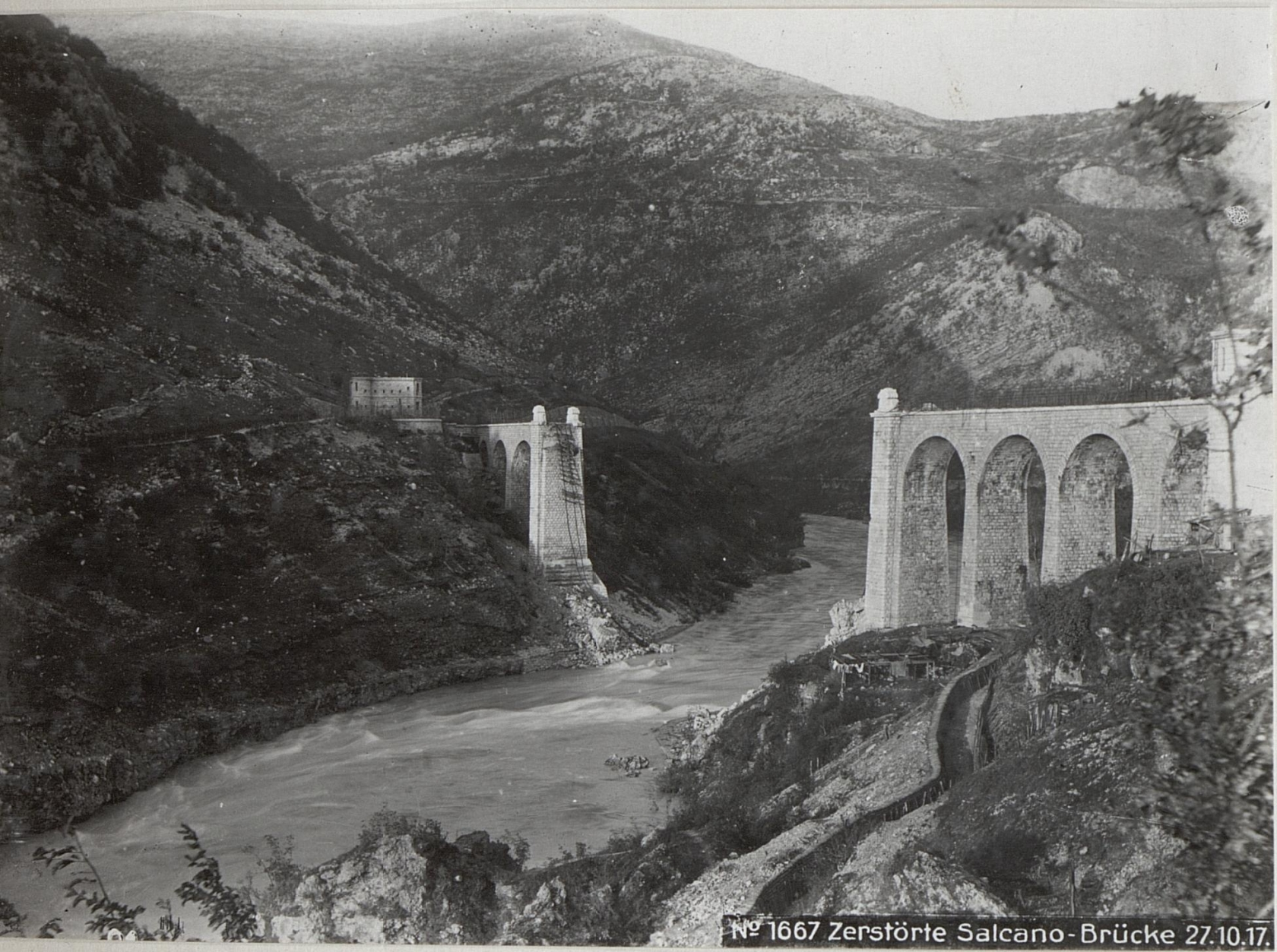
Zničený centrální oblouk v roce 1918

V průběhu šesté bitvy o Soču byl centrální oblouk ustupujícími rakouskými jednotkami v noci z 8. na 9. srpna 1916 pomocí 930 kg ekrasitu zničen a další škody napáchala dělostřelecká palba. Po znovudobytí Gorenice zahájila rakouská armáda provizorní rekonstrukci. Naléhavost doplňování zásob na frontu vyžadovalo urychlenou opravu Solkanského mostu. Na místo zničeného oblouku byla umístěna vojenská železná mostní příhradová konstrukce systému Roth-Waagner. Zakázku na výrobu mostní konstrukce získala firma Waagner-Biró, která měla pobočky ve Vídni a Štýrském Hradci. Montáž byla zahájena 23. února 1918 k.u.k. železničním plukem pod vedením kapitána Alphonse von Ruttnera. Z nádraží v Gorici, kam byla rozložená konstrukce dopravena, byla pomocí úzkorozchodné dráhy dopravena na místo stavby. Přes řeku byl materiál přepravován pontonovým přívozem a visutou lanovkou.
Příhradový most se spodní vozovkou dlouhý 93 m byl uveden do provozu 8. května 1918. Opraveny musely být i dva oblouky, které navazovaly na centrální oblouk a byly překlenuty 15,6 m dlouhými širokopásovými nosníky.
Po ukončení války území s viaduktem připadlo Itálii a železnici provozovaly italské státní dráhy, které kamenný centrální oblouk rekonstruovaly převážně podle původních plánů. Práce byly zahájeny v dubnu 1925. Na dřevěné bednění byly kladeny opracované kvádry z kamene z lomů v Chiampo u Viceny, Nabrežiny a Aviana. Spojovacím materiálem byla cementová malta.  Položeno bylo 4533 opracovaných kvádrů, poslední byl položen 9. prosince 1926. Příhradový most byl rozebrán a 8. srpna 1927 byl obnoven železniční provoz.
Rekonstruovaný oblouk je o něco tenčí než původní a místo pěti odlehčujících oblouků nese po stranách jen čtyři. Původní oblouk byl kruhový o poloměru 52,33 m, rekonstruovaný je složená polycentrická křivka s úseky o třech různých poloměrech.